# Sonisphere Festival
Il Sonisphere Festival è stato un festival musicali rock organizzato annualmente ogni estate in varie sedi in Europa fra il 2009 e il 2016.

## Edizione 2009

### Paesi Bassi
Goffert Park, Nimega
| Sabato 20 giugno                                                                                     |
| --- |
| Metallica Slipknot Korn Down Lamb of God Kamelot Pendulum Mastodon (annullato) The Sword (annullato) |

### Germania

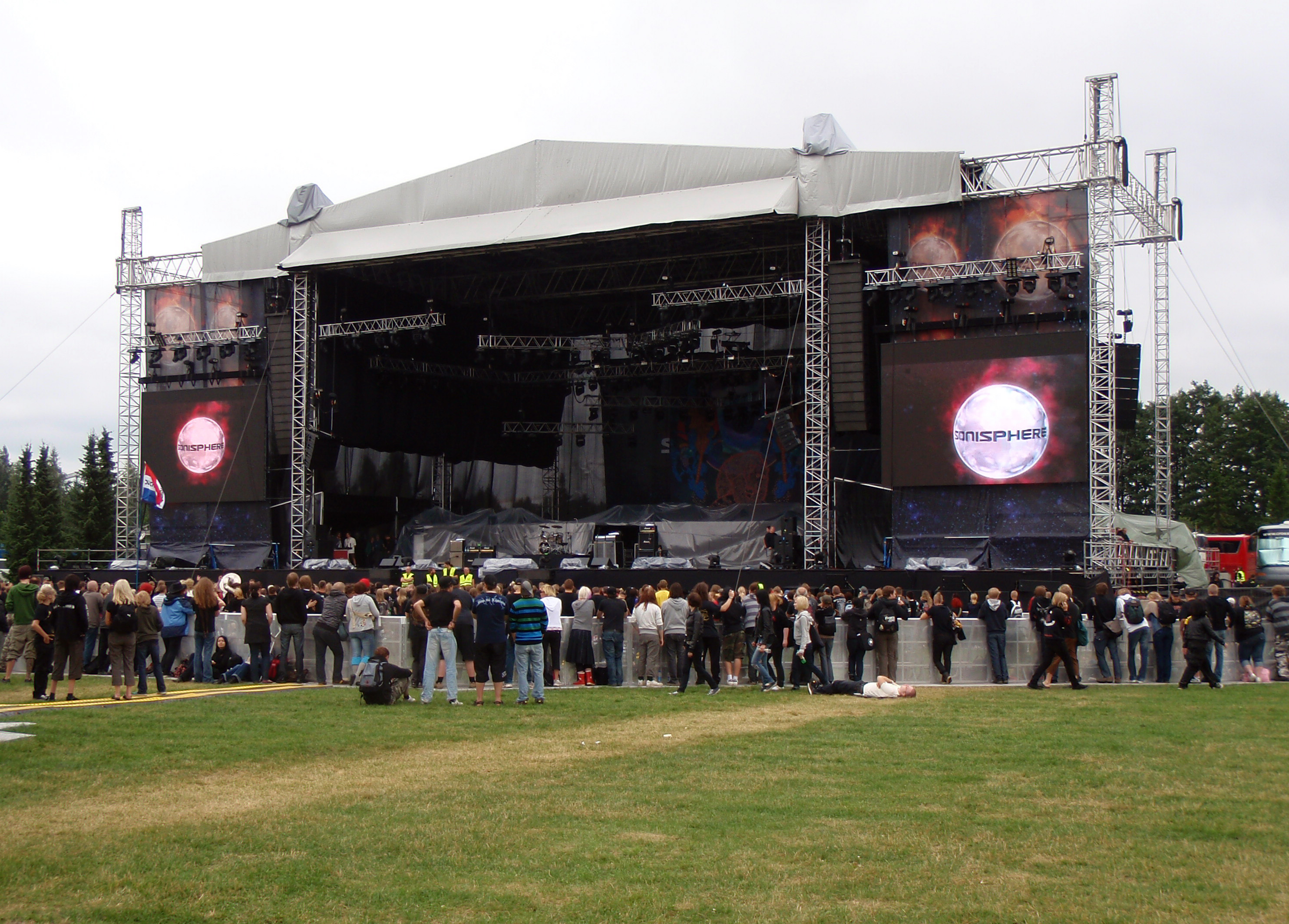
Il Main Stage del Sonisphere 2009 finlandese

Hockenheimring, Baden-Württemberg
| Sabato 4 luglio                                                                    |
| ---------------------------------------------------------------------------------- |
| Metallica Die Toten Hosen The Prodigy Anthrax In Extremo Down Lamb of God Mastodon |

### Finlandia

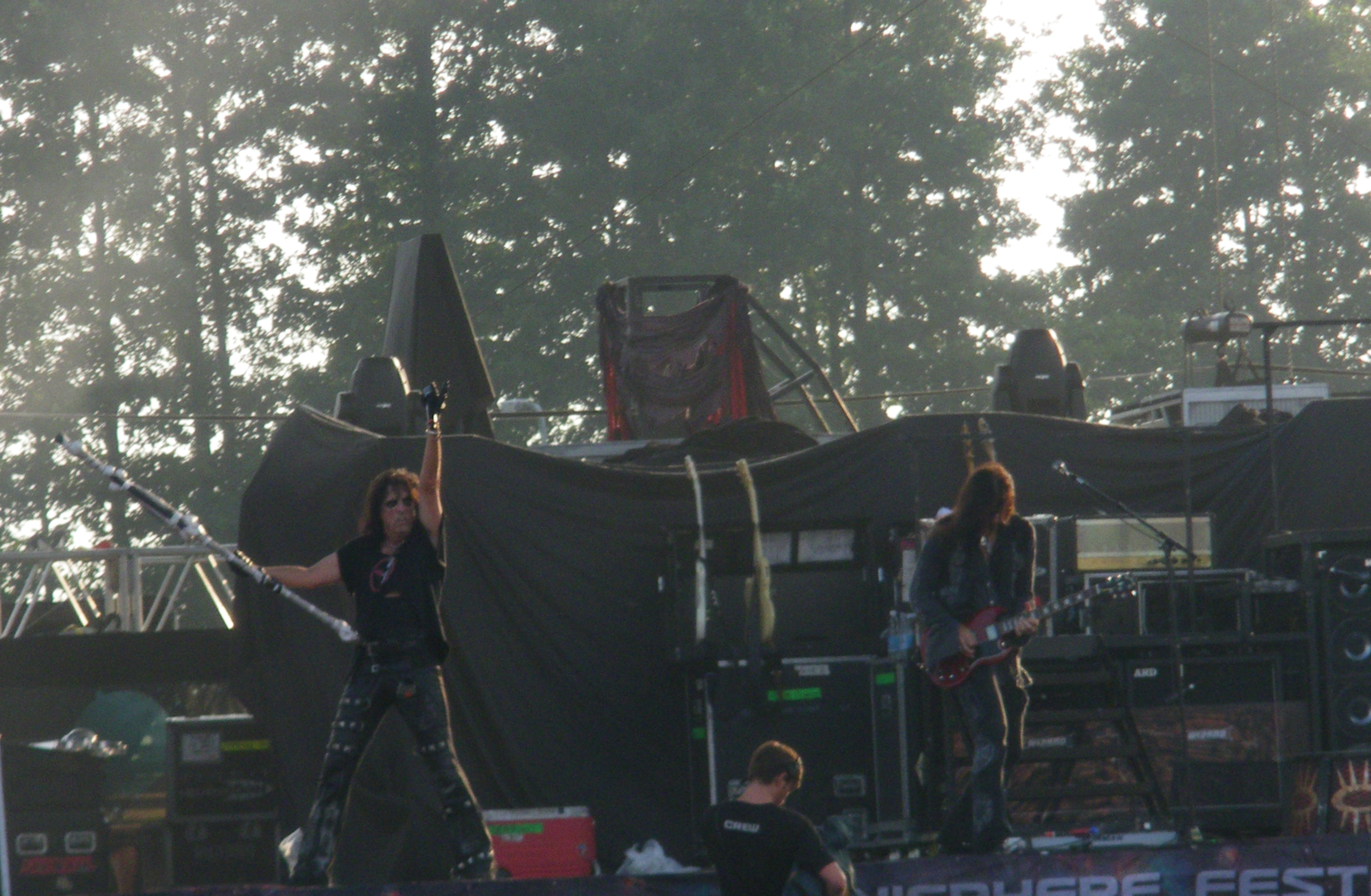
Alice Cooper al Sonisphere 2010 finlandese

Kirjurinluoto, Pori
| Sabato 25 luglio                                                                                              |
| --- |
| Metallica Linkin Park Machine Head Turisas Saxon Lamb of God Mastodon Diablo Nicole Los Bastardos Finlandeses |

### Regno Unito

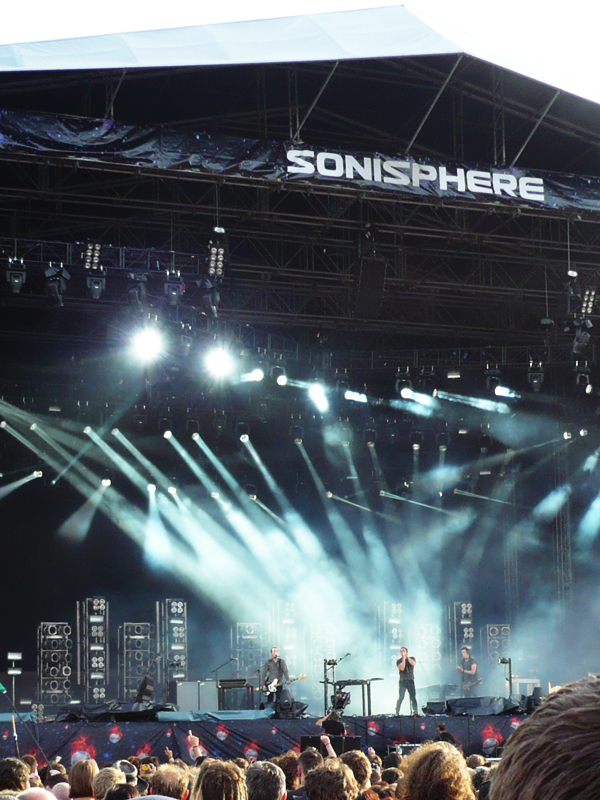
Nine Inch Nails al Sonisphere 2009 inglese

Knebworth Park, Hertfordshire
| Apollo Stage                                                             |                                                                                        |
| Sabato                                                                   | Domenica                                                                               |
| Linkin Park Heaven & Hell FACT Anthrax Taking Back Sunday Alien Ant Farm | Metallica Nine Inch Nails Limp Bizkit Machine Head Lamb of God Killing Joke Buckcherry |

| Saturn Stage                                                         |                                                                       |
| Sabato                                                               | Domenica                                                              |
| Bullet for My Valentine Airbourne The Used Bjorn Again Skindred SOiL | Avenged Sevenfold Alice in Chains Feeder Mastodon Saxon Paradise Lost |

| Bohemia | |
| Sabato | Domenica |
| The Wildhearts Thunder Fucked Up Rolo Tomassi Oceansize Coheed & Cambria Flood of Red Twin Atlantic Fighting With Wire Failsafe Glamour of the Kill Sylosis Blakfish Telegraphs | Hundred Reasons Zebrahead Pepper Architects Cancer Bats Little London Corey Taylor Lauren Harris Dead by April Attack! Attack! Rise to Remain |

| Jagermeister Stage                                            |                                                                                     |
| Sabato                                                        | Domenica                                                                            |
| Young Guns Exit Ten Blackhole New Device Fin The Dead Formats | Heaven’s Basement The Defiled Young Guns The Crave Sharks Me Vs Hero Dear Superstar |

## Edizione 2010

### Polonia

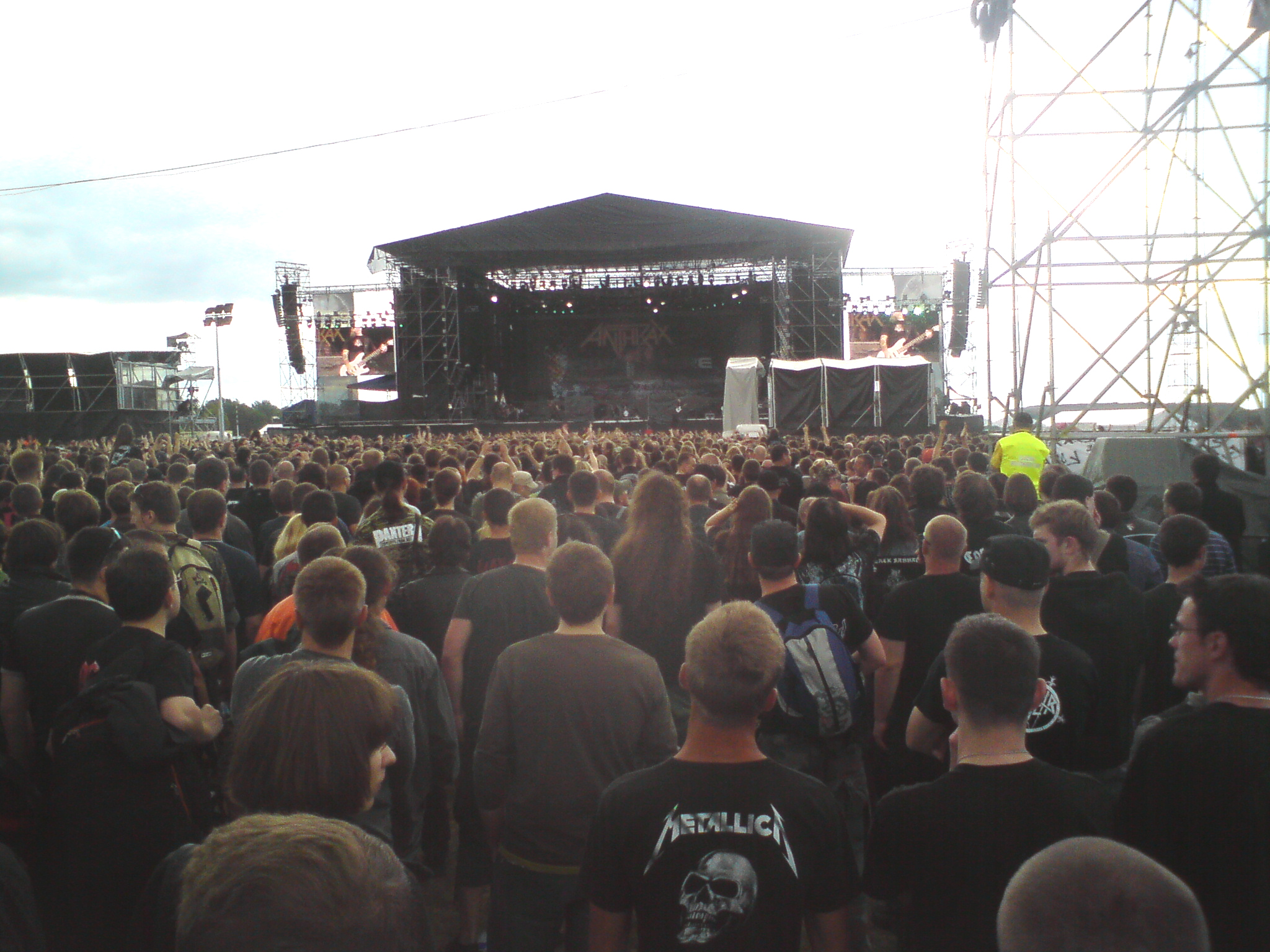
Anthrax al Sonisphere 2010 polacco

Lotnisko Bemowo, Varsavia
| 16 giugno                                                                    |
| ---------------------------------------------------------------------------- |
| Metallica Slayer Megadeth Anthrax Behemoth Frontside Materia Diary Of Sorrow |

### Svizzera
Jonschwil
| 17 giugno                                                            |
| -------------------------------------------------------------------- |
| Airbourne Overkill Unearth 36 Crazyfists Job for a Cowboy The Sorrow |

| 18 giugno                                                                        | |
| Apollo stage                                                                     | Saturn stage |
| Metallica Motörhead Slayer Alice in Chains Anthrax Atreyu DevilDriver Smoke Blow | Dear Superstar 3 Inches of Blood Amon Amarth Volbeat Rise Against Megadeth Stone Sour Bullet for My Valentine As I Lay Dying Hellyeah |

### Repubblica Ceca
Milovice Letiště, Milovice
| 19 giugno |
| --- |
| Metallica Slayer Megadeth Anthrax Alice in Chains Fear Factory Stone Sour DevilDriver Therapy? Adam Freeland John B Wohnout Krucipüsk Panic Cell Debustrol Atari Terror Public Relations Shogun Tokugawa Delite Destroyself Komunál |

### Bulgaria
Vasil Levski Stadium, Sofia
| 22 giugno                                       | 23 giugno                                          |
| ----------------------------------------------- | -------------------------------------------------- |
| Metallica Slayer Megadeth Anthrax Bastardolomey | Rammstein Manowar Alice in Chains Stone Sour Skre4 |

### Grecia
Terra Vibe Park, Malakasa
| 24 giugno                                                                            |
| ------------------------------------------------------------------------------------ |
| Metallica Slayer Megadeth Anthrax Stone Sour Bullet for My Valentine Suicidal Angels |

### Romania
Romexpo, Bucarest
| 25 giugno                                          | 26 giugno                                     | 27 giugno                                                |
| -------------------------------------------------- | --------------------------------------------- | -------------------------------------------------------- |
| Accept Manowar Volbeat Paradise Lost Orphaned Land | Metallica Slayer Megadeth Anthrax Vita De Vie | Rammstein Alice in Chains Stone Sour Anathema Luna Amară |

### Turchia
İnönü Stadyumu, Istanbul
| 25 giugno                                                               | 26 giugno                                       | 27 giugno                                   |
| ----------------------------------------------------------------------- | ----------------------------------------------- | ------------------------------------------- |
| Rammstein Alice in Chains Pentagram Stone Sour Blacktooth Ete Kurttekin | Accept Manowar Hayko Cepkin Volbeat Murder King | Metallica Slayer Megadeth Anthrax Foma Gren |

### Regno Unito
Knebworth Park, Hertfordshire
| 30 luglio (Bizzarre Friday) |                                               | |                                                                 |                                                                                              | |
| Apollo stage                | Saturn stage                                  | Bohemia tent | Jägermeister stage                                              | Stronbow stage                                                                               | Redbull stage                                                                                          |
| (closed)                    | Alice Cooper Gary Numan Europe Turisas Delain | (Bizzare act) Terrorvision 65daysofstatic (Bizzare act) Sylosis (Bizzare act) Black Spiders (Bizzare act) Bigelf (Bizzare intro & act) | Karma to Burn Winnebago Deal October File Throats Little London | Chrome Hoof Failsafe And so I Watch You From Afar Deaf Havana Chickenhawk Ultimate Power DJs | (Silent Disco) Fei Comodo Lower Then Atlantis March of the Raptors You and What Army Never Means Maybe |

| 31 luglio                                                                         |                                                                     | | | | |
| Apollo stage                                                                      | Saturn stage                                                        | Bohemia tent | Jägermeister stage | Stronbow stage | Redbull stage |
| Rammstein Placebo Good Charlotte Papa Roach Anthrax Lacuna Coil Family Force Five | Mötley Crüe Skunk Anansie Apocalyptica Fear Factory Soulfly Sabaton | Renegades Therapy? Polar Bear Club Gallows Corey Taylor Sick of it All Tim Minchin* Andrew O’Neill* Jarred Christmas MC* Katatonia Futures Heaven's Basement Evile Enforcer | Earthtone9 Maleface Out of Sight The Casino Brawl Audrey Horne Young Legionnaire Cerebral Ballzy Tom Hollister Trio RSJ | INME Bleed From Within Kellermensch Bury Tomorrow All Forgotten Rinoa While She Sleeps Cars on Fire Bow and Arrow The Bendal Interlude DJ Beat Monkeys DJ Loz DJ | (Silent Disco) General Fiasco Endless Dark Blitz Kids Japanese Voyeurs Little Fish Don Broco No Mean City This Is Devine Stand Up Guy |
| * Bohemiam Hilarity                                                               |                                                                     | | | | |

| 1º agosto                                                                  |                                                                                  | | | | |
| Apollo stage                                                               | Saturn stage                                                                     | Bohemia tent | Jägermeister stage | Stronbow stage | Redbull stage |
| Iron Maiden Pendulum Alice in Chains Slayer Skindred Karnivool Madina Lake | Iggy & The Stooges The Cult Bring Me the Horizon Dir en Grey The Fab Beatles CKY | The Eighties Matchbox B-Line Disaster Funeral for a Friend Fightstar Converge Jim Jeffries* Sean Hughes* Brian Posehn* Glen Wool* Jarred Christmas MC* The Union Voodoo Six Rise to Remain The Defiled Henry Rollins (spoken word) | Slaves to Gravity Sweet Savage G.U. Medicine Tiger Please Turbowolf Boys With X Ray Eyes Sacred Mother Tongue Allies Slam Cartel | The Ghost of a Thousand Tek One The Xcerts Inner City Dwellers Me Vs. Hero Kvelertak The Worldonfire Straight Lines Bendal Interlude Firebug Orange Goblin Boys DJ South Central DJs Loz DJ | (Silent Disco) Kylesa Headcharger Army of Freshmen Heights Love Amongst Ruin Lights Go Blue After the Ordeal Hearts Under Fire Sacred Betrayal |
| * Bohemiam Hilarity                                                        |                                                                                  | | | | |

### Svezia

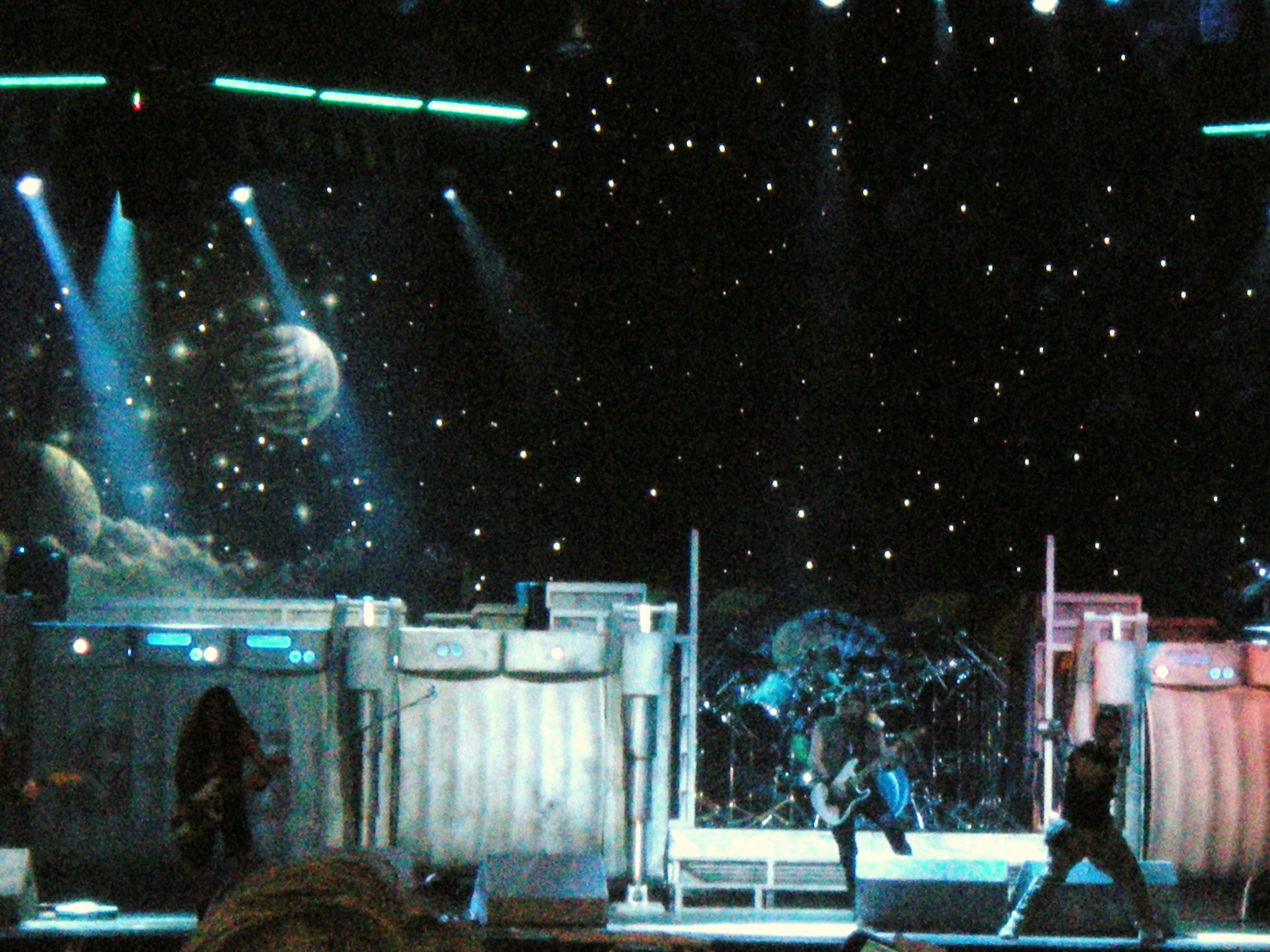
Iron Maiden al Sonisphere svedese 2010

Stora skuggan, Stoccolma
| Sabato 7 agosto |
| --- |
| Iron Maiden Mötley Crüe Alice Cooper Iggy & The Stooges Slayer Anthrax Hammerfall Warrior Soul Imperial State Electric |

### Finlandia
Kirjurinluoto Arena, Pori
| 7 agosto 2010                                           |                                                                          |
| Stage 1                                                 | Stage 2                                                                  |
| HIM Alice in Chains The Cult Serj Tankian Negative Aria | Volbeat Apocalyptica The 69 Eyes Behemoth Stam1na Profane Omen Insomnium |

| 8 agosto 2010                           |                                       |
| Stage 1                                 | Stage 2                               |
| Iron Maiden Alice Cooper Slayer Anthrax | Mötley Crüe Iggy & The Stooges Mokoma |

## Edizione 2011

### Polonia
Bemowo Airport , Varsavia
| 10 giugno                                                                  | 10 giugno                                         |
| Primo palco                                                                | Secondo palco                                     |
| -------------------------------------------------------------------------- | ------------------------------------------------- |
| Iron Maiden Motörhead Mastodon Volbeat Devin Townsend Project Killing Joke | Hunter Corruption Made of Hate Leash Eyes Chassis |

### Repubblica Ceca
Milovice Letiště, Milovice
| 11 giugno                                                                                               |
| --- |
| Iron Maiden Korn In Flames Mastodon Cavalera Conspiracy Kreator Misfits Duff McKagan's Loaded Debustrol |

### Grecia
Terra Vibe Park, Malakasa
| 17 giugno                                         | 17 giugno                                   |
| Apollo Stage                                      | Saturn Stage                                |
| ------------------------------------------------- | ------------------------------------------- |
| Iron Maiden Slipknot Mastodon Moonspell Nightfall | Rotting Christ Gojira Virus Need Total Riot |

### Turchia
Küçükçiftlik Park, Istanbul
| 19 giugno                                            |
| ---------------------------------------------------- |
| Iron Maiden Slipknot Alice Cooper Mastodon In Flames |

### Svizzera
St. Jakob-Park, Basilea
| 23 giugno                                     | 24 giugno                                                                                  |
| Apollo Stage                                  | Apollo Stage                                                                               |
| --------------------------------------------- | ------------------------------------------------------------------------------------------ |
| Non presente                                  | Iron Maiden Slipknot Limp Bizkit Alter Bridge Mr. Big Sick Puppies                         |
| Saturn Stage                                  |                                                                                            |
| Judas Priest Whitesnake Duff McKagan's Loaded | In Extremo In Flames Papa Roach Alice Cooper Mastodon Hammerfall Monster Magnet Buckcherry |
| Bohemia Stage                                 |                                                                                            |
| The Damned Things Buckcherry Shakra           | Gwar Kreator Cavalera Conspiracy Bring Me the Horizon Eluveitie Hatebreed Times of Grace   |
| Red Bull Stage                                |                                                                                            |
| Non presente                                  | Turisas Architects Escape the Fate Rise to Remain Skindred Gojira Cataract                 |

### Italia

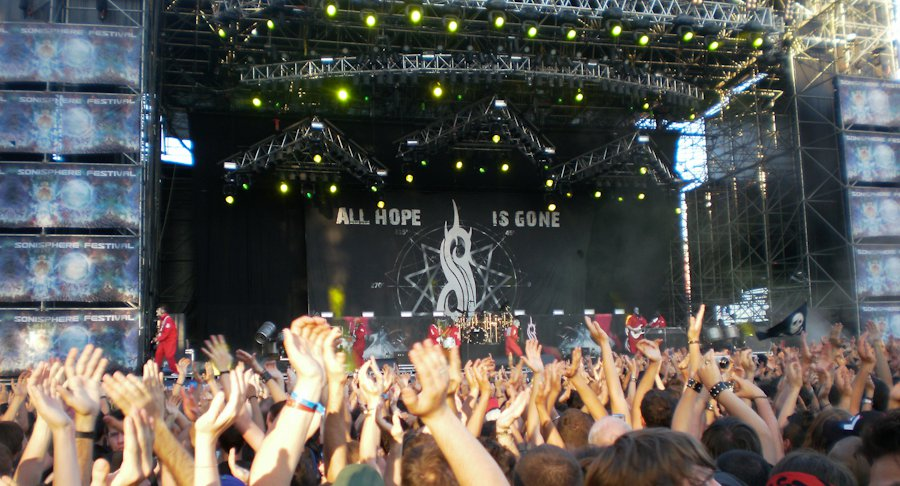
Slipknot al Sonisphere 2011 italiano

Autodromo Enzo e Dino Ferrari, Imola
| 25 giugno | 26 giugno |
| Apollo stage | Apollo stage |
| --- | --- |
| Iron Maiden Slipknot Motörhead Rob Zombie Apocalyptica Mastodon Rise to Remain Papa Roach Bring Me the Horizon Escape the Fate Architects | Linkin Park My Chemical Romance Sum 41 Alter Bridge The Cult Guano Apes Kyuss Lives! Funeral for a Friend The Dwarves The Damned Things Kids in Glass Houses Rival Sons |

### Finlandia
Kalasatama, Helsinki
| 2 luglio                            | 2 luglio                                    | 2 luglio                              |
| Apollo Stage                        | Saturn Stage                                | Bohemia Tent                          |
| ----------------------------------- | ------------------------------------------- | ------------------------------------- |
| Slipknot In Flames Mastodon Stam1na | Opeth Sonata Arctica Hammerfall Poisonblack | Battle Beast Norther Sylosis Revorker |

### Regno Unito
Knebworth Park, Hertfordshire
| 8 luglio | 9 luglio | 10 luglio |
| Apollo Stage | Apollo Stage | Apollo Stage |
| --- | --- | --- |
| Metallica Slayer Megadeth Anthrax Diamond Head | Biffy Clyro Weezer You Me at Six Bad Religion Cavalera Conspiracy Architects Sylosis | Slipknot Limp Bizkit Motörhead Mastodon Parkway Drive Arch Enemy Volbeat |
| Saturn Stage | | |
| Non presente | The Mars Volta All Time Low Sum 41 Kids in Glass Houses Gallows Richard Cheese | Bill Bailey Opeth Airbourne In Flames House of Pain Black Tide |
| Bohemia Stage | | |
| A1 Bassline (Dj Set) Fold (Dj Set) Hayseed Dixie Killing Joke Blood Red Shoes My Passion Black Dahlia Firewind Glamour of the Kill Lower Than Atlantis Japanese Voyeurs | Innerpartsystem (Dj Set) Tek One (Dj Set) The Sisters of Mercy Paradise Lost Gojira Ginger Wildheart Periphery Pulled Apart By Horses Steve O Jim Breurer Nick Helm Cherri Bomb Me Vs Hero Vintage Trouble While She Sleeps | Alfie (Dj Set) Stan Sb Bat Sabbath The Answer Four Year Strong Alestorm Cancer Bats Anberlin Sean Hughes Brendan Burns Jason Rouse Jason John Whitehead Inme Kylesa Turbowolf Howard Marks |
| Jagermeister Stage | | |
| Witchsorrow Flats The Defiled Black Breath Slam Cartel Hounds Decade Hammer of the Gods                                                                                 | Black Spiders Saint Jude Rival Sons Spy Catcher The Crave Six Hour Sundown The Virginmarys Panic Cell The Treatment Jettblack No Americana Sons of Icarus                                                                   | Orange Goblin James Cleaver Quintet Fozzy Anterior Exit Ten Mad Dog Amplifier Demonic Resurection Turbogesit Mojo Fury The Safety Fire Fletcher                                            |
| Red Bull Stage | | |
| Rolo Tomassi Protest the Hero Cerebal Ballzy Young Legionnaire Acoda Make This Relate                                                                                   | Silent Disco 23:00 Watain 21:45 Rise to Remain Tek One Innerpartysystem Tesseract Revoker The Hype Theory Hill Valley High Page 44 You And What Army The Suzukis                                                            | Sonic Boom Six Don Broco Title Fight Dangerous Floods The Ocean Between Us Autumn in Disguise Feed the Rhino Arcane Roots                                                                  |

### Francia
Snowhall Parc, Amnéville
| 8 luglio                                                      | 9 luglio                                         |
| Apollo Stage                                                  | Apollo Stage                                     |
| ------------------------------------------------------------- | ------------------------------------------------ |
| Slipknot Dream Theater Mastodon Bring Me the Horizon Bukowski | Metallica Megadeth Slayer Anthrax Diamond Head   |
| Saturn Stage                                                  |                                                  |
| Airbourne Gojira Evergrey Symfonia Rise to Remain             | Tarja Papa Roach Volbeat Loudblast Mass Hysteria |

### Svezia
Globe Arenas Open Air, Stoccolma
| 9 luglio                                                                                               |
| --- |
| Slipknot In Flames Mastodon Mustasch Airbourne Arch Enemy Dead by April Kvelertak Graveyard Seventribe |

### Spagna
Getafe Open Air, Madrid
| 15 luglio                                                                                          | 16 luglio                                                                                          |
| -------------------------------------------------------------------------------------------------- | -------------------------------------------------------------------------------------------------- |
| Slash con Myles Kennedy The Darkness Arch Enemy Sôber Valient Thorr Gojira Angelus Apatrida Bullet | Iron Maiden Alice Cooper Dream Theater Twisted Sister Mastodon Apocalyptica Lacuna Coil Hammerfall |

## Edizione 2012

### Polonia
Bemowo Airport , Varsavia
| 10 maggio                                                                                |
| ---------------------------------------------------------------------------------------- |
| Metallica Machine Head Black Label Society Gojira Acid Drinkers Gojira Hunter Luxtorpeda |

### Spagna
Getafe Open Air, Madrid
| 25 maggio | 26 maggio |
| --- | --- |
| Soundgarden Limp Bizkit The Offspring Machine Head Kyuss Lives! Paradise Lost Orange Goblin Rise to Remain Kobra and the Lotus Skindred Six Hours Sundown | Metallica Slayer Evanescence Mastodon Within Temptation Fear Factory Children of Bodom Gojira Clutch Enter Shikari Ghost Vita Imana Sister |

### Svizzera
Yverdon-les-Bains
| 30 maggio                                            |
| ---------------------------------------------------- |
| Metallica Slayer Motörhead Mastodon Gojira Eluveitie |

### Finlandia
Kalasatama, Helsinki
| 4 giugno                                     |
| -------------------------------------------- |
| Metallica Machine Head Amorphis Gojira Ghost |

### Francia
Snowhall Park, Amnéville
| 7 luglio                                                                                                   | 8 luglio                                                                   |
| --- | -------------------------------------------------------------------------- |
| Faith No More Marilyn Manson Machine Head Meshuggah Combichrist I Killed the Prom Queen Dagoba Headcharger | Evanescence Wolfmother Soulfly The Darkness Ghost Armored Saint Porn Queen |

### Regno Unito (annullato)
Knebworth Park, Hertfordshire
La quarta edizione inglese (la più rinomata) del Sonisphere Festival che si sarebbe dovuta tenere sempre a Knebworth il 6, 7 e 8 luglio 2012 è stata annullata in quanto, per motivi non meglio precisati, “non si sarebbe riuscito a mantenere il festival agli standard qualitativi che artisti partecipanti e audience si sarebbero aspettati”.
Al 29 marzo 2012, data in cui è stata comunicata la cancellazione dell'evento, il programma prevedeva la presenza come headliner di Kiss, Queen con Adam Lambert e Faith No More, insieme a Within Temptation, Evanescence, The Darkness, Incubus, Marilyn Manson, Wolfmother, Flogging Molly, Gojira, Cypress Hill, Black Stone Cherry, Andrew W.K., Tim Minchin, Refused, Skindred, Lacuna Coil, Alestorm, Mastodon, Glassjaw, The Blackout, Seether, New Model Army, Hundred Reasons, Fields of the Nephilim, Electric Wizard, Crowbar, Ghost, I Killed the Prom Queen, Katatonia, Kvelertak, Switchfoot e The Getaway Plan.

### Italia (cancellato)
L'organizzazione italiana del Sonisphere Festival senza neanche annunciare né location né i primi nomi degli artisti che avrebbero partecipato ha direttamente comunicato in data 28/03/2012 che l'edizione italiana del festival non si terrà.
Questo il testo del comunicato:
"Comunichiamo che l'edizione italiana di Sonisphere 2012 non avrà luogo. Una combinazione di date già fissate, problemi economici ed un po' di sfortuna aggiunta ci ha impedito di mettere insieme il festival. Vi ringraziamo per il vostro supporto e faremo di tutto per farlo ritornare al più presto."

### Svezia (cancellato)
Così come per l'edizione italiana, senza annunciare location e primi artisti, anche gli organizzatori svedesi hanno comunicato sempre il 28/03/2012 che l'edizione svedese del Sonisphere non avrebbe avuto luogo.

## Edizione 2013

### Italia
Arena Live Fiera di Rho , Milano
| 8 giugno                                                            |
| ------------------------------------------------------------------- |
| Iron Maiden Megadeth Mastodon Ghost Vodoo Six Zico Chain Amphitrium |

### Francia
Snowhall Parc, Amnéville
| 8 luglio                                                                                 | 9 luglio                                                       |
| Apollo Stage                                                                             | Apollo Stage                                                   |
| ---------------------------------------------------------------------------------------- | -------------------------------------------------------------- |
| Limp Bizkit Slayer Motörhead Bring Me the Horizon Behemoth Crucified Barbara Headcharger | Iron Maiden Megadeth Stone Sour Mastodon Hacktivist            |
| Saturn Stage                                                                             |                                                                |
| Korn In Flames Amon Amarth Sabaton Karnivool Dagoba                                      | Airbourne Children of Bodom Epica DragonForce Ghost Voodoo Six |

## Edizione 2014

### Italia
Ippodromo delle Capannelle, Roma
| 1º luglio                                   |
| ------------------------------------------- |
| Metallica Alice in Chains Volbeat Klevertak |